# Spean Thma

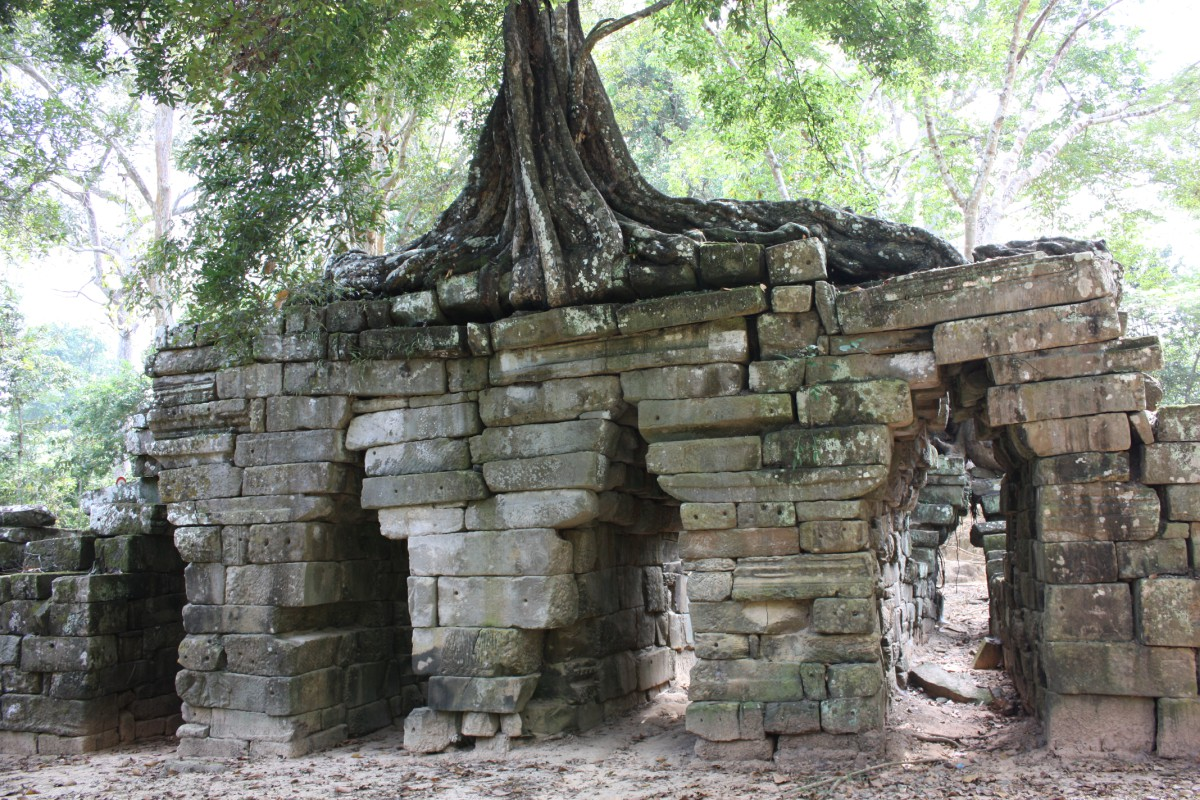
Spean Thma

Spean Thma (khmer ស្ពានថ្ម Spéan Thmâ „Steinbrücke“) ist eine historische Brücke in Angkor (Provinz Siem Reap, Kambodscha), die früher den Siem-Reap-Fluss überquerte und 200 m östlich von Thommanon liegt. Sie ist Teil des UNESCO-Welterbe.
Spean Thma wurde einige Jahrhunderte nach der Blütezeit des Khmer-Reiches von Angkor erbaut. Als Baumaterial wurden Steine von Tempeln aus dem 15. und 16. Jahrhundert verwendet. Die tragenden, 1,60 m breiten Brückenpfeiler sind aus aufeinander geschichteten Steinen gebaut. Dazwischen spannen sich 14 je 1,10 m breite Bögen mit engen Kraggewölben. Spean Thma war früher Teil der Verbindungsstraße zwischen Angkor Thom und dem östlichen Baray und ist eine von wenigen erhaltenen Brücken aus dieser Zeit. Das Bauwerk wurde 1920 von Henri Marchal im Auftrag der École française d’Extrême-Orient vom Überwuchs befreit und restauriert.